# Amédée Bretagne Malo de Durfort

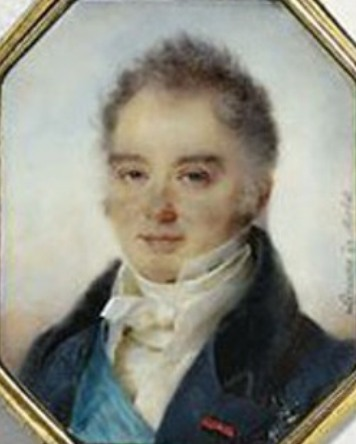
Amédée Bretagne Malo de Durfort, Anonym, 19. Jahrhundert

Amédée Bretagne Malo de Durfort (* 5. April 1771 in Paris; † 1. August 1838 in Versailles) war ein französischer Hochadliger und Politiker.
Er war Marquis, dann 6. Duc de Duras (1800), Pair de France (4. Juni 1814 auf Lebenszeit, 19. August 1815 erblich), Mitglied der Académie française (31. August 1817, bestätigt am 21. Dezember 1825), erblicher Duc-Pair, Maréchal de camp und Premier Gentilhomme de la Chambre du Roi.

## Leben

### Ancien Régime
Amédée Bretagne Malo de Durfort ist der Sohn von Emmanuel Céleste de Durfort, Duc de Duras, Maréchal de camp, und Louise Françoise de Coëtquen; sein Vater emigrierte während der Revolution und starb 1800 in England. Sein Pate waren die États de Bretagne, daher erhielt er die Vornamen Bretagne und Malo. Zu Lebzeiten seines Vaters trug der den Titel Marquis de Duras. Im März 1790 wurde er von Ludwig XVI. nach Österreich geschickt, um dem neuen Kaiser Leopold II. zu dessen Thronbesteigung im Heiligen Römischen Reich zu beglückwünschen. Zudem wurde er zum Premier Gentilhomme de la Chambre du Roi en survivance (seines Vaters) ernannt.

### Französische Revolution
Der Marquis de Duras befand sich am 18. April 1791 in der Nähe des Königs, als dieser eine Reise nach Saint-Cloud machen wollte und plötzlich seinen Wagen von der Pariser Bevölkerung belagert sah, der im Hof und im Tuileriengarten aufgehetzt worden war. „M. de Duras setzte den Gewalttätigkeiten der Menge den Mut und die Kaltblütigkeit entgegen, die ein so beklagenswerter Umstand erforderte; und ohne die lebhaften Aufforderungen des Königs hätte dieser Herr in einem verhängnisvollen Tod, der ihm von allen Seiten drohte, die Belohnung für seine Hingabe und seinen Eifer gefunden.“ Das Verhalten des Marquis de Duras in dieser Situation erzürnte die Protestierenden so sehr, dass man sie nur mit Mühe beruhigen konnte.
Der Marquis de Duras emigrierte wie sein Vater und lebte nacheinander in Spanien, Italien, England und Deutschland. Er heiratete per Ehevertrag vom 5. November 1797 und persönlich am 27. November 1797 in London Claire de Coëtnempren de Kersaint (* 12. Februar 1777, † 16. Januar 1828), die Tochter von Guy Armand Simon de Coëtnempren, Comte de Kersaint und Claire Alesso d’Éragny; der Schwiegervater war Admiral von Frankreich, Abgeordneter der Generalstände von 1789 und der Konstituante, Mitglied des Nationalkonvents, und wurde am 4. Dezember 1793 vom Pariser Revolutionstribunal zum Tode verurteilt. Die beiden Kinder aus dieser Ehe sind:
- Claire Louise (* 19. Juli 1798 in London, † 7. Januar 1883 auf Schloss Ussé); ⚭ (1) 30. September 1813 Charles Léopold de La Trémoille, genannt Prince de Talmond (* 1787, † 7. November 1815), Sohn von Antoine-Philippe de La Trémoille, Duc de Thouars, und Henriette-Louise-Françoise-Angélique d’Argouges (Haus La Trémoille); ⚭ (2) 14. September 1819 Auguste du Vergier de La Rochejacquelain (* 18. April 1784, † 21. November 1868)
- Claire Henriette (* 25. September 1799 in London, † 11. November 1863 in Paris); ⚭ 30. August 1819 Henri Louis de Chastellux, 9. Comte de Chastellux, 1. Duc de Rauzan-Duras (* 28. Februar 1786, † 3. März 1863)

Nach seiner Heirat reiste Amédée-Bretagne-Malo de Durfort nach Verona, wo er einige Zeit bei Ludwig XVIII. blieb. Am 10. Juni 1799 nahm er in Mittau, der Hauptstadt von Kurland in Russland, an der Hochzeit von Marie Thérèse Charlotte de Bourbon  (Madame), der Tochter Ludwigs XVI. von Frankreich, und dem Duc d’Angoulême, den Sohn des Grafen von Artois, teil.
Durch den Tod seines Vaters am 20. März 1800 erbte er den Titel eines Duc de Duras. Später in diesem Jahr ging er nach Wien (oder Verona), um dort seinen Dienst als Premier Gentilhomme de la Chambre du Roi Ludwigs XVIII. anzutreten, bekam aber im Jahr darauf die Erlaubnis zur Rückkehr nach Frankreich. Im Ersten Kaiserreich nahm der Duc de Duras kein Amt an.

### Restauration
Im Jahr 1814 reiste er Ludwig XVIII. nach London entgegen. Am 6. April 1814 nahm er seine Aufgaben als Premier Gentilhomme auf, am 4. Juni wurde als Erbe eines Pair de France in die Chambre des Pairs aufgenommen. Im gleichen Jahr wurde er zum Ritter des Ordens von Saint-Louis, und am 24. November zum Maréchal-de-camp ernannt.
Der Duc de Duras nahm als Premier Gentilhomme an der Sitzung der Chambre des Pairs wahr, die am 9. März 1815 nach der Nachricht von Napoleons Landung im Golfe-Juan (Beginn der Herrschaft der Hundert Tage), stattfand. Er verließ Paris in der Nacht vom 19. auf den 20. März, begleitete Ludwig XVIII. nach Gent und kehrte mit ihm im Juli zurück.
Am 30. September 1820 wurde er zum Ritter im Orden vom Heiligen Geist und, 24. August 1820 zum Ritter und am 19. August 1823 zum Offizier der Ehrenlegion ernannt.
Als die Julirevolution von 1830 ausbrach, wollte der Duc de Duras Karl X. von Frankreich nach England begleiten. Der König war dagegen und bat ihn, seinen Platz in der Chambre des Pairs zu behalten, um dort die Interessen seines Enkels zu vertreten. Der Duc de Duras erkannte Louis-Philippe I. als neuen König an; das Amt des Premier Gentilhomme wurde am 11. August 1830 abgeschafft. Der Duc de Duras trat jedoch aus dem Oberhaus zurück, als 1832 die Erblichkeit der Pairie abgeschafft wurde und ihm klar wurde, dass er der Sache und der „legitimen“ Dynastie, der er immer treu gedient hatte, nicht mehr dienlich sein konnte. Er zog sich nach Versailles zurück.
Sein Vermögen, das durch die Revolution und die Verschwendungssucht seines Vaters vernichtet worden war, war durch die Rückgabe der großen Wälder im Artois, die seine Urgroßmutter Marie Angélique Victoire de Bournonville in die Familie gebracht hatte, zum Teil wieder hergestellt worden. Der Duc de Duras hatte dennoch den Wunsch nach dem Tod seiner Ehefrau am 16. Januar 1828, seine unabhängige Existenz durch eine zweite Ehe zu sichern. Er heiratete am 8. April 1829 Marie Emilie Knusli (* 3. Mai 1791, † 10. Januar 1862), Tochter von Emanuel Knusli und Maria Anna Coltzmann, sowie Witwe von José Dias-Santos, einem reichen Portugiesen, der seiner Witwe sein gesamtes Vermögen hinterlassen hatte.
Amédée Bretagne Malo de Durfort, Duc de Duras, starb am 1. August 1838 in Versailles. Mit ihm erlosch mangels männlicher Erben die Linie Duras des Hauses Durfort und damit auch die Duché-Pairie.